# الشقيفي
قرية الشقيفي هي إحدى القرى التابعة لمركز أبو تشت في محافظة قنا في جمهورية مصر العربية. حسب إحصاءات سنة 2006، بلغ إجمالي السكان في الشقيفي 7777 نسمة، منهم 3770 رجل و4007 امرأة.